# Кубок мира по спортивной ходьбе 1989
Кубок мира по спортивной ходьбе 1989 года прошёл 27—28 мая на побережье Средиземного моря в городе Оспиталет (Испания). Мужчины боролись за Кубок Лугано, который получала лучшая сборная по итогам заходов на 20 и 50 км. Женщины разыгрывали Кубок Эшборна на дистанции 10 км.
На старт вышел 341 ходок из 33 стран мира (235 мужчин и 106 женщин).
Каждая команда могла выставить до пяти спортсменов в каждый из заходов. Лучшие в командном зачёте определялись по сумме очков, набранных тремя сильнейшими представителями страны (очки начислялись в зависимости от занятого места). В зачёт Кубка Лугано шли по три лучших результата на дистанциях 20 и 50 км у мужчин.
Австралиец Саймон Бейкер установил новый континентальный рекорд в ходьбе на 50 км (3:43.13) и стал первым представителем Океании, одержавшим победу на Кубке мира.
На втором Кубке мира подряд сборная СССР сделала победный дубль, взяв главный командный приз и в мужских, и в женских соревнованиях.
Впервые в истории соревнований представители одной страны заняли весь пьедестал в ходьбе на 20 км — отличились советские легкоатлеты. С учётом всех дисциплин Кубка мира это была только вторая призовая тройка из одной страны: в 1987 году ходоки из ГДР заняли первые три места на дистанции 50 км.

## Расписание
| Дата        | Заход         |
| ----------- | ------------- |
| 27 мая 1989 | 10 км женщины |
| 27 мая 1989 | 20 км мужчины |
| 28 мая 1989 | 50 км мужчины |

## Медалисты
Сокращения: WR — мировой рекорд | AR — рекорд континента | NR — национальный рекорд | CR — рекорд соревнований
Курсивом выделены участники, чей результат не пошёл в зачёт команды

### Мужчины
| Дисциплина              | Золото | Золото     | Серебро | Серебро  | Бронза | Бронза    |
| ----------------------- | --- | ---------- | --- | -------- | --- | --------- |
| 20 км                   | Франц Костюкевич СССР | 1:20.21    | Михаил Щенников СССР | 1:20.34  | Евгений Мисюля СССР | 1:20.47   |
| 50 км                   | Саймон Бейкер Австралия | 3:43.13 AR | Андрей Перлов СССР | 3:44.12  | Станислав Вежель СССР | 3:44.50   |
| Кубок Лугано (20+50 км) | СССР · Франц Костюкевич · Михаил Щенников · Евгений Мисюля · Андрей Перлов · Станислав Вежель · Александр Поташёв · Виктор Мостовик · Валдас Казлаускас · Виталий Попович · Виталий Мацко | 585 очков  | Италия · Маурицио Дамилано · Вальтер Арена · Джованни Де Бенедиктис · Алессандро Беллуччи · Джузеппе Де Гаэтано · Массимо Квирикони · Карло Маттиоли · Серджио Спаньюло · Раффаэлло Дуччески · Джованни Перричелли | 534 очка | Франция · Жан-Клод Корр · Тьерри Тутен · Фабрис Делафорж · Мартьяль Фесселье · Дени Терра · Рене Пийер · Кристоф Кузен · Жан-Оливье Броссо · Тьерри Нюттен · Ален Лемерсье | 516 очков |

### Женщины
| Дисциплина    | Золото                                                                                           | Золото      | Серебро                                                         | Серебро   | Бронза                                                                                                   | Бронза   |
| ------------- | ------------------------------------------------------------------------------------------------ | ----------- | --------------------------------------------------------------- | --------- | --- | -------- |
| 10 км         | Беате Андерс ГДР                                                                                 | 43.08 AR CR | Керри Саксби Австралия                                          | 43.12     | Илеана Сальвадор Италия                                                                                  | 43.24 NR |
| Кубок Эшборна | СССР · Наталья Сербиненко · Тамара Коваленко · Тамара Торшина · Валентина Шмер · Надежда Ряшкина | 218 очков   | Китай · Чэнь Юэлин · Янь Сюн · Ли Чиньсинь · Янь Хун · Юй Хэпин | 212 очков | Италия · Илеана Сальвадор · Аннарита Сидоти · Мария Грация Орсани · Антонелла Марангони · Эрика Альфриди | 203 очка |